# Assedio di Brescia (1238)
L'Assedio di Brescia, avvenuto tra il luglio del 1238 e l'ottobre dello stesso anno, è stata un'operazione militare voluta e organizzata dall'imperatore del Sacro Romano Impero, Federico II di Svevia, ai danni della stessa città di Brescia. L'evento rientra nell'ambito più ampio degli scontri tra le città della Seconda Lega Lombarda e l'autorità imperiale.

## Antefatti
Dopo la vittoria dell'anno precedente nella battaglia di Cortenuova, l'imperatore Federico II di Svevia cercò di ottenere la resa incondizionata della città di Milano e dei suoi alleati. Infatti, dopo la grande sconfitta subita a Cortenuova, la Lega Lombarda era formata da sole quattro città: Milano, Bologna, Piacenza e, appunto, Brescia. Radunato il suo esercito a Verona nell'aprile del 1238, decise di assediare la città guelfa che più si stava espandendo in quegli anni, infatti Brescia stava vivendo una forte crescita demografica, come conseguenze seguirono l'inurbamento delle campagne e un secondo allargamento della cerchia muraria cittadina. Una lettera scritta a fine giugno dall'imperatore evidenziò le speranze di una rapida caduta della città.

## Le forze in campo

### Gli imperiali
L'esercito imperiale poteva contare su almeno quindicimila uomini, probabilmente durante l'assedio vennero impiegati gli elefanti.

### I bresciani
Brescia oppose agli assedianti i propri cittadini adatti alla guerra, i quali ammontavano a qualche migliaio di uomini.

## La battaglia

### La prima fase dell'assedio
L'imperatore Federico iniziò l'assedio l'11 luglio 1238. Durante l'assedio, i bresciani condussero sortite e incursioni, ottenendo spesso buoni risultati.
Mentre l'esercito teutonico stava assediando Brescia, altre forze imperiali combattevano i comuni guelfi.
Lo Stupor Mundi capì che sarebbe servito un maggior numero di forze, al punto da chiamare diversi uomini destinati ad assediare la metropoli ambrosiana; le truppe chiamate a suo supporto il 24 agosto si scontrarono con i piacentini, che stavano compiendo un'incursione sul contado cremonese, sconfiggendoli.

### I due assalti di settembre
A inizio settembre, gli assedianti mossero un massiccio assalto, proteggendo le macchine da guerra con i corpi dei prigionieri bresciani. Questi ultimi replicarono, legando alle mura i prigionieri teutonici, ottenuti grazie ai positivi esiti delle sortite. Fu proprio un prigioniero reimpiegato a favore degli assediati, l'abile Calamandrino, a risultare decisivo: con le macchine bresciane riuscì ad annientare le torri d'assalto degli assedianti, costretti a porre fine all'assalto. Federico tentò di trattare una tregua, ovviamente i bresciani rifiutarono e l'assedio proseguì. A fine mese, approfittando di una tempesta che aveva distrutto parte delle difese cittadine, l'imperatore mosse un secondo assalto, respinto dai Bresciani.

### L'ultimo attacco e la rottura dell'assedio
Giovedì 7 ottobre, Federico mandò all'assalto coloro che più odiavano i Bresciani: i Bergamaschi. Questi ultimi, grazie a una macchina d'assedio, riuscirono a passare il fossato cittadino. Tuttavia, non andarono oltre in quanto i difensori scacciarono gli assalitori, incendiando la loro macchina da guerra.
Così, all'inizio di ottobre lo Stupor Mundi si trovò costretto a revocare l'assedio, dando fuoco alle macchine e ritirandosi con il bestiame ammalato verso Palazzolo e Soncino.

## Conseguenze
Le conseguenze per l'esercito imperiale furono catastrofiche: i vantaggi ottenuti con il successo di Cortenuova si dissolsero. La risposta bresciana agli assedianti rinvigorì la Lega; in novembre, entrarono a far parte di quest'ultima Genova e Venezia. Dieci anni dopo, nel 1248 a Parma Federico subì la batosta definitiva, che lo costrinse a ridimensionare i suoi obiettivi in Italia.